# Dukou (socken i Kina, Sichuan)
Dukou (kinesiska: 渡口土家族, 渡口) är en socken i Kina. Den ligger i provinsen Sichuan, i den sydvästra delen av landet, omkring 420 kilometer öster om provinshuvudstaden Chengdu.
Genomsnittlig årsnederbörd är 1 617 millimeter. Den regnigaste månaden är september, med i genomsnitt 315 mm nederbörd, och den torraste är januari, med 9 mm nederbörd.